# Julian Porteous
Julian Charles Porteous (ur. 5 czerwca 1949 w Sydney) – australijski duchowny rzymskokatolicki, w latach 2003–2013 biskup pomocniczy Sydney, arcybiskup Hobart w latach 2013–2025.

## Życiorys
Święcenia kapłańskie otrzymał 7 września 1974 w swojej rodzinnej archidiecezji Sydney. Udzielił mu ich kardynał James Darcy Freeman, ówczesny arcybiskup metropolita Sydney. Przez 28 lat pracował w duszpasterstwie parafialnym, zaś w 2002 otrzymał nominację na rektora seminarium w Sydney.
16 lipca 2003 papież Jan Paweł II mianował go biskupem pomocniczym Sydney ze stolicą tytularną Urusi. Sakry udzielił mu 3 września 2003 w miejscowej katedrze kardynał George Pell. Jako biskup kontynuował pracę jako rektor seminarium (do 2008).
19 lipca 2013 papież Franciszek mianował go arcybiskupem Hobart. Ingres odbył się 17 września 2013.
20 czerwca 2025 papież Leon XIV przyjął jego rezygnację z pełnionego urzędu, złożóną ze względu na wiek. 